# Ларс Мюрберг
Ларс Мюрберг  (швед. Lars Myrberg, 23 листопада 1964) — шведський боксер, олімпійський медаліст.

## Аматорська кар'єра
На чемпіонаті Європи 1987 програв в другому бою Василеві Шишову (СРСР).
На Олімпійських іграх 1988 завоював бронзову медаль.
- В 1/32 фіналу пройшов Хандала Мухаммед Аль-Хариті (Оман) — RSC-1
- В 1/16 фіналу переміг Ахмада Маєза Ханджи (Сирія) — 4-1
- В 1/8 фіналу переміг Говарда Гранта (Канада) — 4-1
- У чвертьфіналі переміг Умберто Родрігеса (Мексика) — KO-1
- У півфіналі програв Грехему Чейні (Австралія) — 0-5

## Зовнішні посилання
- Досьє на sport.references.com [Архівовано 6 лютого 2012 у Wayback Machine.]